# Hemiceras gigas
Hemiceras gigas är en fjärilsart som beskrevs av Max Wilhelm Karl Draudt 1933. Hemiceras gigas ingår i släktet Hemiceras och familjen tandspinnare. Inga underarter finns listade i Catalogue of Life.